# José de Menezes da Silveira de Castro e Távora
José de Menezes da Silveira de Castro e Távora ou José de Meneses e Távora da Silveira e Castro  (1713-1780), gentil-homem da câmara do rei D. José e da rainha D. Maria I, Comendador de Santa Maria de Valada da Ordem de Cristo, senhor do Morgado da Patameira e da Caparica e governador da Torre Velha.
Morava no Palácio Valada-Azambuja e que era célebre pelas faustosas recepções que nele organizava.

## Dados genealógicos
Filho de:
- D. Diogo de Meneses Távora da Silveira e Castro[5] ou simplesmente Diogo de Meneses e Távora (1679-1751), natural da freguesia de Santa Catarina do Monte Sinai, em Lisboa,[6] alcaide-mor de Silves, vedor e estribeiro-mor da Casa da Rainha D. Maria Ana de Áustria, mulher do rei D. João V de Portugal, senhor dos morgados de Caparica e da Patameira.

E de
- D. Maria Bárbara Josefa Breyner,[2] natural de Viena de Áustria,[6], dama de Maria Ana de Áustria, filha de  Maria Isabel e Filipe Inácio, grafs de Breyner[7] (Philipp Ignatius, Graf Breuner von Asparn (1653–1722), casado com Maria Elisabeth Judith Breuner von Staatz (1666–1712)[8]).

Casado com:Luise Gonzaga de Lemberg, Condessa de Rappach, natural de Viena de Áustria, Dama da Rainha D. Maria Ana d' Áustria, era filha de Carlos Adolpho de Rappach (Karl Adolf von Rappach), camarista da rainha de Hungria, e de sua mulher D. Luiza Gonzaga de Lemberg, filha de Francisco José, Príncipe de Lemberg e de S. R. I. a Princesa Anna Mana de Frautmadorf. (Franz Joseph von Lamberg (1638-1712) e Anna Maria Trautmannsdorf-Weinsberg (1642-1727).
Tiveram:
- D. Francisco de Meneses da Silveira e Castro (10 de março de 1754 - julho de 1834[12]), 1.º conde de Caparica (1793) e 1.º marquês de Valada (1813), que foi estribeiro-mor e mordomo-mor da Rainha D. Carlota Joaquina quee casou duas vezes. A primeira,a 16 de julho de 1776 com D. Ana Teresa de Almeida, dama da ordem de Santa Isabel, filha dos 2.os marqueses do Lavradio. Contraiu segundas núpcias, a 15 de junho de 1816, com D. Francisca de Almeida, filha do 3.os marqueses de Lavradio.[13] Com geração de ambos casamentos.[14][15]
- D. Maria Bárbara de Menezes que nasceu em Lisboa em 1745 ou 1751[16] e que, em a 21 de dezembro de 1777, casou com Fernando José Lobo da Silveira Quaresma (1727 - 1778). sua segunda mulher, 5º conde de Oriola, 12º barão, 1º conde e 2.º marquês de Alvito,[17] gentil-homem da câmara do rei D. José; marechal de campo[18] e comendador de várias comendas.[1] Com geração.
- Mariana de Meneses (13 de Fevereiro de 1743 - 9 de Agosto de 1797), Dama da Rainha D. Mariana de Áustria,[19] casada com Pedro da Câmara de Figueiredo Cabral[20] (1 de Junho de 1732 - 21 de Junho de 1794), gentil homem da câmara e estribeiro-mor de D. Pedro III,[21] 1.º senhor dos Maninhos da Covilhã e 9.º morgado de Ota, e que herdou a de sua mãe em 20 de Março de 1771 assim como nos morgados de Belmonte e Santo André ao seu parente Caetano Francisco Cabral,[22] que incluía a chamada Casa de Belmonte. Era filho de Vasco da Câmara, marechal de campo, alcaide-mor da Sertã e Pedrógão[23] e de Madalena Luísa de Lencastre, filha de Pedro de Figueiredo de Alarção e de Francisca Inês de Lencastre.[20]